# Vexx
Vexx est un jeu de plate-forme classique développé par Acclaim et sorti en 2003 sur les consoles de jeux vidéo GameCube, Xbox et PlayStation 2.
Le joueur dirige Vexx, un animal/humain qui part pour sauver son peuple retenu prisonnier. Pour cela il devra collecter des cœurs de spectres, lui permettant ainsi de débloquer de nouveaux mondes. Il sera aussi aidé par des gants magiques qui lui donneront la possibilité de combattre ses ennemis mais aussi de nager et voler.

## Système de jeu
Vexx est assez proche de Super Mario 64 dans son système de jeu, le joueur récupère des cœurs de spectre comparable aux étoiles de Super Mario 64 à travers des niveaux déblocable selon le nombre de cœurs précédemment récupérés, variés, ouverts et non-linéaires.
Vexx est capable d'effectuer un certain nombre d'action offertes grâce à ses gants, des différents sauts, grimper aux murs, nager ou faire des combos. Il peut aussi tirer des projectiles en chargeant ces mêmes gants.

## Trame

### Personnages

#### Personnages principaux

##### Vexx
Le protagoniste principal du jeu, celui que le joueur contrôle.

##### Dark Yabu
L'antagoniste principal que l'on affrontera à la fin du jeu.

##### Vargas
Le grand-père de Vexx et le gardien du village d'Overwood.

##### Darby
Personnage de première abord amical ,aidant Vexx à atteindre son objectif, on découvre que c'est en vérité Dark Yabu déguisé, profitant du Héros qui récoltait les cœurs pour ouvrir la brèche vers son monde.

## Réception
| Magazine            | GC                     | PS2                    | XB                     |
| ------------------- | ---------------------- | ---------------------- | ---------------------- |
| Jeux vidéo Magazine | -                      | -                      | 14/20                  |
| Jeuxvideo.com       | 13/20,                 | 13/20,                 | 13/20,                 |
| GameRankings        | 71,18 % (32 critiques) | 63,83 % (38 critiques) | 73,21 % (39 critiques) |
| MobyGames           | 71 %                   | 64 %                   | 71 %                   |